# Mycetophila howletti
Mycetophila howletti är en tvåvingeart som beskrevs av Marshall 1896. Mycetophila howletti ingår i släktet Mycetophila och familjen svampmyggor. Inga underarter finns listade i Catalogue of Life.